# مكتب براءات الاختراع
مكتب براءات الاختراع هو منظمة حكومية محلية أو حكومية دولية تتحكم في مسائل براءات الاختراع. بمعنى آخر، "مكاتب براءات الاختراع هي هيئات حكومية قد تمنح براءة اختراع أو ترفض طلب براءة الاختراع بناءً على ما إذا كان الطلب يستوفي متطلبات أهلية الحصول على براءة اختراع ". 

## قائمة مكاتب براءات الاختراع
للحصول على قائمة بمكاتب براءات الاختراع ومواقعها الإلكترونية، راجع القائمة التي تعدّها المنظمة العالمية للملكية الفكرية (WIPO)، هنا.
الإدخالات الموضحة بالخط المائل هي مكاتب براءات إقليمية أو دولية.
- المنظمة الإقليمية الأفريقية للملكية الفكرية (ARIPO)
- وكالة الملكية الفكرية في أرمينيا (AIPA)
- IP أستراليا (IPA)
- مكتب شؤون الشركات والملكية الفكرية في بربادوس (CAIPO)
- المكتب الكندي للملكية الفكرية (CIPO)
- الإدارة الوطنية الصينية للملكية الفكرية (CNIPA)
- المكتب الإثيوبي للملكية الفكرية (EIPO)
- مكتب براءات الاختراع الأوروبي (EPO)
- المنظمة الأوروبية الآسيوية لبراءات الاختراع (EAPO)
- مكتب براءات الاختراع الألماني (DPMA)
- مكتب براءات الاختراع لدول مجلس التعاون الخليجي (GCCPO )
- مكتب براءات الاختراع الهندي (IPO)
- مكتب سنغافورة للملكية الفكرية (IPOS)
- مكتب براءات الاختراع الإسرائيلي
- مكتب براءات الاختراع والعلامات التجارية الإيطالي
- مكتب براءات الاختراع الياباني (JPO)
- المكتب الكوري للملكية الفكرية (KIPO)
- المعهد المكسيكي للملكية الصناعية (IMPI)
- المعهد الوطني للملكية الصناعية، فرنسا (INPI)
- المعهد الوطني للملكية الصناعية، البرتغال (INPI)
- المعهد الوطني للملكية الفكرية، كازاخستان (NIIP)
- مكتب براءات الاختراع الهولندي
- معهد الشمال لبراءات الاختراع (NPI)
- مكتب الملكية الصناعية النرويجي
- " المنظمة الأفريقية للملكية الفكرية " (OAPI)
- مكتب براءات الاختراع في جمهورية لاتفيا
- منظمة الملكية الفكرية في باكستان (IPO)
- مكتب الملكية الفكرية في الفلبين (IPOPHL)
- مكتب براءات الاختراع البولندي (PPO)
- الخدمة الفيدرالية الروسية للملكية الفكرية، (Rospatent)، الاتحاد الروسي
- المكتب الإسباني لبراءات الاختراع والعلامات التجارية (SPTO)
- المكتب السويدي لبراءات الاختراع والتسجيل (PRV)
- المعهد الفيدرالي السويسري للملكية الفكرية (IGE)
- مكتب تايوان للملكية الفكرية (TIPO) جمهورية الصين
- مكتب براءات الاختراع والعلامات التجارية التركي (TURKPATENT)
- مكتب براءات الاختراع الأوكراني (رسميًا "المؤسسة الحكومية" المعهد الأوكراني للملكية الصناعية "أو" SE "UIPV")
- مكتب المملكة المتحدة للملكية الفكرية (UK-IPO)
- مكتب الولايات المتحدة لبراءات الاختراع والعلامات التجارية (USPTO)

## قائمة مكاتب براءات الاختراع السابقة أو ما شابه ذلك
- مكتب براءات الاختراع للولايات الكونفدرالية
- " Goskomizobretenie " (مكتب براءات الاختراع في الاتحاد السوفيتي)
- المعهد الدولي لبراءات الاختراع

## أنظر أيضاً
- منظمات الملكية الفكرية
- محكمة براءات الاختراع
- المنظمة العالمية للملكية الفكرية (الويبو)

## روابط خارجية
- دليل مكاتب الملكية الفكرية (بما في ذلك مكاتب البراءات) على موقع الويبو على الويب